# Ane Naru Mono
Ane Naru Mono (姉なるもの?) es una serie de manga japonesa creada por Pochi Iida, basada en el dōjin para adultos del mismo nombre y autor. Comenzó a serializarse en la revista de manga seinen Dengeki G's Comic de ASCII Media Works en 2016, y se transladó a los sitios web en línea ComicWalker y Niconico Seiga después de que Dengeki G's Comic dejara de publicarse. El manga está licenciado en América del Norte por Yen Press. Una adaptación animada en formato OVA fue anunciada.

## Contenido de la obra

### Manga
Ane Naru Mono está escrito e ilustrado por Pochi Iida, y comenzó a serializarse en la revista de manga seinen Dengeki G's Comic de ASCII Media Works el 30 de marzo de 2016. Se transladó a los sitios web en línea ComicWalker y Niconico Seiga después de que Dengeki G's Comic dejara de publicarse. El manga está licenciado en América del Norte por Yen Press. Al 26 de marzo de 2022, se han lanzado seis volúmenes de tankōbon.

#### Lista de volúmenes
| Volúmenes de manga publicados | Volúmenes de manga publicados | Volúmenes de manga publicados |
| Número                        | Fecha de lanzamiento          | ISBN                          |
| ----------------------------- | ----------------------------- | ----------------------------- |
| 1                             | 17 de diciembre de 2016       | ISBN 978-4-04-892477-1        |
| 2                             | 25 de agosto de 2017          | ISBN 978-4-04-893309-4        |
| 3                             | 27 de agosto de 2018          | ISBN 978-4-04-912013-4        |
| 4                             | 10 de enero de 2020           | ISBN 978-4-04-912987-8        |
| 5                             | 26 de diciembre de 2020       | ISBN 978-4-04-913587-9        |
| 6                             | 26 de marzo de 2022           | ISBN 978-4-04-914293-8        |

### OVA
Una adaptación animada en formato OVA fue anunciada el 6 de enero de 2020.

## Recepción
En 2017, Ane Naru Mono ocupó el sexto lugar en el tercer Next Manga Award en la categoría de cómics impresos.
Como parte de la guía de manga Primavera 2018 de Anime News Network, Rebecca Silverman, Amy McNulty y Lynzee Loveridge hicieron una reseña del primer volumen en la página web. Silverman y Loveridge elogiaron la trama y los personajes, mientras que los tres críticos la criticaron por ser genérica en ocasiones.